# Hunå
Hunå (ty. Hunau) er et vandløb i det nordøstlige Angel i Sydslesvig syd for den dansk-tyske grænse. Åen udspringer ved landsbyen Stangled i Eskeris Sogn, passerer skoven Moderkobbel ved Tranbøl, Regelsrød, Kobbelled og udmunder ved Hunhøj-Graverdige i Østersøen. Hunåen har en længde på ca. 4 km, en del er rørlagt. Åen har tilløb af Løgtoft Mølleå.